# Dunhua
Dunhua, tidigare stavat Tunhwa, är en stad på häradsnivå som är i belägen i Yanbian, en autonom prefektur för koreaner i Jilin-provinsen i nordöstra Kina. Den ligger omkring 250 kilometer öster om provinshuvudstaden Changchun.